# Liste der höchsten Gebäude in Greater Taipeh
Die Liste der höchsten Gebäude in Greater Taipeh listet Gebäude in der taiwanesischen Metropolregion Greater Taipeh nach Höhe auf.

## Beschreibung
Die ostasiatische Stadt Taipeh ist ein globales Finanzzentrum. Das älteste Gebäude in Taipeh mit einer Höhe von mehr als 150 Metern ist der Shin Kong Life Tower, der 1993 fertiggestellt wurde und 244,8 Meter hoch ist. Höchstes Gebäude ist zurzeit der 2004 fertiggestellte Taipei 101 mit einer Höhe von 509,8 Metern. Es wurde von 2004 bis 2010 offiziell als das höchste Gebäude der Welt eingestuft.
Die höchsten Gebäude in der Metropolregion konzentrieren sich hauptsächlich auf die modernen Innenstädte des Xinyi in Taipeh und des Banqiao und des Xinzhuang in Neu-Taipeh sowie auf das traditionelle Stadtzentrum des Zhongzheng in Taipeh.

## Liste
Es sind nur Gebäude mit einer Höhe von über 150 Metern enthalten. Ein Gleichheitszeichen (=) nach einem Rang zeigt die gleiche Höhe zwischen zwei oder mehr Gebäuden an. Die Liste enthält nur bewohnbare Gebäude im Gegensatz zu Bauwerken wie Aussichtstürmen, Funkmasten, Sendemasten und Kaminen.
| Rang | Name                                                        | Bild | Höhe (m) | Etagen | Baujahr | Hauptnutzen | Stadtteil             | Referenz |
| ---- | ----------------------------------------------------------- | ---- | -------- | ------ | ------- | ----------- | --------------------- | -------- |
| 1    | Taipei 101 (臺北101)                                        |      | 509,2    | 101    | 2004    | Büro        | Xinyi, Taipeh         | [ 1 ]    |
| 2    | Taipei Nan Shan Plaza (臺北南山廣場)                        |      | 272      | 48     | 2018    | Büro        | Xinyi, Taipeh         | [ 2 ]    |
| 3    | Shin Kong Life Tower (新光人壽保險大樓)                     |      | 244,8    | 51     | 1993    | Büro        | Zhongzheng, Taipeh    | [ 3 ]    |
| 4    | Cathay Landmark (國泰置地廣場)                              |      | 212      | 46     | 2015    | Büro        | Xinyi, Taipeh         | [ 4 ]    |
| 5    | Farglory Financial Center (遠雄金融中心)                    |      | 208,3    | 32     | 2012    | Büro        | Xinyi, Taipeh         | [ 5 ]    |
| 6    | Far Eastern Mega Tower (百揚大樓)                           |      | 207      | 50     | 2013    | Gemischt    | Banqiao, Neu-Taipeh   | [ 6 ]    |
| 7    | Neo Sky Dome Block B (新巨蛋 B棟)                           |      | 188      | 46     | 2010    | Wohn        | Banqiao, Neu-Taipeh   | [ 7 ]    |
| 8    | Farglory 95rich (遠雄九五)                                  |      | 184      | 42     | 2017    | Gemischt    | Xinzhuang, Neu-Taipeh | [ 8 ]    |
| 9    | Chicony Electronics Headquarters (群光電子總部大樓)         |      | 181      | 39     | 2015    | Büro        | Sanchong, Neu-Taipeh  | [ 9 ]    |
| 10   | Panhsin Twin Towers (板信雙子星花園廣場)                    |      | 180      | 34     | 2009    | Büro        | Banqiao, Neu-Taipeh   | [ 10 ]   |
| 11   | Neo Sky Dome Block C (新巨蛋 C棟)                           |      | 177,5    | 46     | 2010    | Wohn        | Banqiao, Neu-Taipeh   | [ 11 ]   |
| 11=  | Neo Sky Dome Block D (新巨蛋 D棟)                           |      | 177,5    | 46     | 2010    | Wohn        | Banqiao, Neu-Taipeh   | [ 12 ]   |
| 13   | Far Eastern Plaza Tower 1 (遠企中心)                        |      | 164,7    | 41     | 1994    | Büro        | Da'an, Taipeh         | [ 13 ]   |
| 13=  | Far Eastern Plaza Tower 2 (遠企中心)                        |      | 164,7    | 41     | 1994    | Büro        | Da'an, Taipeh         | [ 14 ]   |
| 15   | Sunland One for One Block A (森聯摩天41 A棟)                |      | 160,8    | 41     | 2020    | Wohn        | Linkou, Neu-Taipeh    |          |
| 15=  | Sunland One for One Block B (森聯摩天41 B棟)                |      | 160,8    | 41     | 2020    | Wohn        | Linkou, Neu-Taipeh    |          |
| 17   | Yihwa International Residential Tower A (宜華國際飯店住宅A) |      | 160      | 45     | 2014    | Wohn        | Zhongshan, Taipeh     | [ 15 ]   |
| 17=  | Yihwa International Residential Tower B (宜華國際飯店住宅B) |      | 160      | 45     | 2014    | Wohn        | Zhongshan, Taipeh     | [ 16 ]   |
| 17=  | Farglory U-Town Tower B (汐止遠雄U-TOWN B棟)                |      | 160      | 37     | 2014    | Gemischt    | Xizhi, Neu-Taipeh     | [ 17 ]   |
| 17=  | Farglory U-Town Tower C (汐止遠雄U-TOWN C棟)                |      | 160      | 37     | 2014    | Gemischt    | Xizhi, Neu-Taipeh     | [ 18 ]   |
| 17=  | Tamsui Water Cube (淡水水立方)                              |      | 160      | 41     | 2012    | Wohn        | Tamsui, Neu-Taipeh    | [ 19 ]   |
| 22   | Huaku Sky Garden (華固天鑄)                                 |      | 156,7    | 38     | 2016    | Wohn        | Shilin, Taipeh        | [ 20 ]   |
| 23   | Neo Sky Dome Block A (新巨蛋 A棟)                           |      | 156      | 40     | 2010    | Wohn        | Banqiao, Neu-Taipeh   | [ 21 ]   |
| 24   | Hua Nan Bank Headquarters (華南銀行總行世貿大樓)            |      | 154,5    | 27     | 2014    | Büro        | Xinyi, Taipeh         | [ 22 ]   |
| 25   | Uni-President International Tower (統一國際大樓)            |      | 154      | 30     | 2004    | Büro        | Xinyi, Taipeh         | [ 23 ]   |
| 26   | Kee Tai Zhongxiao (基泰忠孝)                                |      | 153      | 37     | 2019    | Gemischt    | Zhongzheng, Taipeh    |          |
| 26=  | Tuntex High Rise Tower I (摩天東帝市)                       |      | 153      | 41     | 1998    | Wohn        | Zhonghe, Neu-Taipeh   | [ 24 ]   |
| 28   | Farglory U-Town Tower D (汐止遠雄U-TOWN D棟)                |      | 151,8    | 37     | 2014    | Gemischt    | Xizhi, Neu-Taipeh     | [ 25 ]   |
| 28=  | Farglory U-Town Tower A (汐止遠雄U-TOWN A棟)                |      | 151,8    | 37     | 2014    | Gemischt    | Xizhi, Neu-Taipeh     | [ 26 ]   |
| 30   | Taipei City Hall Bus Station (市府轉運站)                   |      | 151      | 31     | 2010    | Büro        | Xinyi, Taipeh         | [ 27 ]   |
| 31   | Yihwa International Hotel (宜華國際觀光旅館C)               |      | 150      | 42     | 2014    | Hotel       | Zhongshan, Taipeh     | [ 28 ]   |
| 31=  | Blue Ocean (藍海)                                           |      | 150      | 38     | 2010    | Wohn        | Tamsui, Neu-Taipeh    | [ 29 ]   |